# غاز گدازه
غاز گدازه (نام علمی: Branta rhuax) نام یک گونه از سرده غازهای سیاه است.